# I'm Not a Girl, Not Yet a Woman
I'm Not a Girl, Not Yet a Woman (Nejsem dívka, ale ještě ani žena) je třetí píseň z alba Britney, které vydala americká zpěvačka Britney Spears. Píseň vyšla ve první čtvrtině roku 2002.

## Informace
Píseň společně napsali a produkovali Max Martin, Rami a anglická zpěvačka Dido.
Text je jednoduchý, Britney zpívá, že už se necítí jako dívka, ale ještě se necítí být ženou.

## Videoklip
Režie klipu se ujal Wayne Isham. V Japonskou tento klip získal ocenění za nejlepší zahraniční videoklip.
Byly vytvořeny dvě verze tohoto klipu. V první verzi je pouze Britney, jak se prochází po kaňonu Antelope Canyon a na skalách u Lake Powell v Navajo v Utahu. V druhé verzi jsou záběry i z jejího filmu Crossroads.

## Hitparádové úspěchy
I'm Not a Girl, Not Yet a Woman se stala druhou písní této zpěvačky, která se nedostala do Top 100 v prestižní americké hitparádě Billboard Hot 100. Proto byla následně zařazena do hitparády nazvané Bubbling, kde bojují o první místo písně, které propadly.
V mezinárodním měřítku se píseň dočkala smíšené odezvy. Výraznější úspěch zaznamenala ve Velké Británii, kde se jí prodalo 132 000 kusů.

## Umístění ve světě
| Hitparáda (2007)          | Umístění |
| ------------------------- | -------- |
| USA                       | 102      |
| Argentina                 | 4        |
| Austrálie                 | 7        |
| Rakousko                  | 3        |
| Belgie                    | 22       |
| Brazílie                  | 47       |
| Kanada                    | 57       |
| Nizozemsko                | 14       |
| Evropská hitparáda        | 2        |
| Francie                   | 25       |
| Německo                   | 10       |
| Indonésie                 | 1        |
| Irsko                     | 3        |
| Itálie                    | 16       |
| Japonsko                  | 75       |
| Lotyšsko                  | 17       |
| Mexiko                    | 7        |
| Nový Zéland               | 40       |
| Filipíny                  | 1        |
| Švédsko                   | 4        |
| Švýcarsko                 | 16       |
| Tokio                     | 42       |
| Velká Británie            | 2        |
| Světová rádiová hitparáda | 10       |
| Světová hitparáda         | 42       |